# Orlando City Soccer Club
Ne doit pas être confondu avec Austin Aztex FC ou Austin Aztex.
Maillots
Actualités
Dernière mise à jour : 20 octobre 2022.
L’Orlando City SC est une franchise américaine de football (soccer) basée à Orlando en Floride et qui évolue en Major League Soccer.

## Histoire

### Création d'un club ambitieux et premiers titres en USL (2010-2014)
Le 4 mars 2010 est créé le groupe de propriétaire baptisé Orlando Pro Soccer dans le but de créer un club de football dans la ville de Walt Disney World Resort. Le groupe est affilié à l'équipe de crosse en enclos des Titans d'Orlando qui connait des difficultés. Steve Donner, le président des Titans décide d'arrêter l'équipe à l'issue de la saison 2010 pour se consacrer au football.
En octobre 2010, un des dirigeants du club anglais de Stoke City, Phil Rawlins, rachète les droits de la franchise du Austin Aztex FC et les transfère à Orlando. Le club est officiellement présenté le 25 octobre 2010 lors d'une conférence de presse où Rawlins annonce sa volonté de voir une équipe de Major League Soccer à Orlando dans les trois à cinq années qui suivent. L'équipe technique de l'Aztex est purement et simplement rapatriée en Floride et Adrian Heath devient le premier entraineur d'Orlando City.

### Premières saisons en Major League Soccer (depuis 2015)
Après trois années d'un long processus, Orlando City SC est officiellement admis en Major League Soccer le 19 novembre 2013. Le commissionnaire de la ligue, Don Garber, annonce que la franchise intégrera la ligue en 2015, tout comme New York City Football Club.
Le 4 mars 2015, Disney World confirme commanditer l'équipe de l'Orlando City SC,.
À la suite de sa victoire en demi-finale face aux Red Bulls de New York, Orlando City SC accueille la finale de la U.S. Open Cup face au Republic de Sacramento le 7 septembre 2022,. Le match se joue à guichets fermés,. Orlando City SC remporte la compétition pour la première fois après une victoire face à Sacramento sur le score de trois buts à zéro. Cette victoire donne à Orlando City son premier trophée de l’ère MLS du club et se qualifie pour la Ligue des champions de la CONCACAF pour la première fois. Il devient la deuxième équipe de Floride à remporter la US Open Cup, après les Kickers de St. Petersburg (en) en 1989 (en),. Óscar Pareja est quant à lui le deuxième entraîneur à remporter la coupe nationale avec deux équipes différentes — à égalité avec Sigi Schmid — après avoir gagné en 2016 avec le FC Dallas.

## Palmarès et résultats

### Palmarès
| Compétitions nationales | Compétitions internationales                                                 | Trophées mineurs                                           |
| - Coupe des États-Unis (1) - Vainqueur en 2022. - USL Pro (2) - Vainqueur : 2011 et 2013. - Champion de la saison régulière : 2011, 2012 et 2014. | - Ligue des champions - Meilleure performance : Huitièmes de finale en 2023. | - Commissioner's Cup (3) - Vainqueur : 2011, 2012 et 2014. |

### Bilan par saison
| Saison | Niv. | Saison régulière | Saison régulière | Saison régulière | Saison régulière | Saison régulière | Saison régulière | Saison régulière | Position | Position | Séries éliminatoires | US Open Cup     | Affl. moy. saison régulière | Affl. moy. séries éliminat. |
| Saison | Niv. | M                | V                | N                | D                | BP               | BC               | Pts              | Conf.    | Ligue    | Séries éliminatoires | US Open Cup     | Affl. moy. saison régulière | Affl. moy. séries éliminat. |
| ------ | ---- | ---------------- | ---------------- | ---------------- | ---------------- | ---------------- | ---------------- | ---------------- | -------- | -------- | -------------------- | --------------- | --------------------------- | --------------------------- |
| 2011   | 3    | 24               | 15               | 6                | 3                | 36               | 16               | 51               | 1er/6    | 1er/12   | Champion             | Troisième tour  | 5 265                       | 9 043                       |
| 2012   | 3    | 24               | 17               | 6                | 1                | 50               | 18               | 57               | -        | 1er/11   | Demi-finale          | Troisième tour  | 6 606                       | 7 887                       |
| 2013   | 3    | 26               | 16               | 6                | 4                | 54               | 26               | 54               | -        | 2e/13    | Champion             | Quart de finale | 8 197                       | 12 761                      |
| 2014   | 3    | 28               | 19               | 5                | 4                | 56               | 24               | 62               | -        | 1er/14   | Quart de finale      | Quatrième tour  | 4 743                       | 4 855                       |

| Entrée en MLS |      |                  |                  |                  |                  |                  |                  |                  |          |          |                           |                     |                              |                             |                             |
| Saison        | Niv. | Saison régulière | Saison régulière | Saison régulière | Saison régulière | Saison régulière | Saison régulière | Saison régulière | Position | Position | Coupe MLS                 | US Open Cup         | Ligue des champions CONCACAF | Affl. moy. saison régulière | Affl. moy. séries éliminat. |
| Saison        | Niv. | M                | V                | N                | D                | BP               | BC               | Pts              | Conf.    | Ligue    | Coupe MLS                 | US Open Cup         | Ligue des champions CONCACAF | Affl. moy. saison régulière | Affl. moy. séries éliminat. |
| 2015          | 1    | 34               | 12               | 8                | 14               | 45               | 56               | 44               | 7e/10    | 14e/20   | Non qualifié              | Quart de finale     | Non qualifié                 | 32 847                      | N/Q                         |
| 2016          | 1    | 34               | 9                | 14               | 11               | 55               | 60               | 41               | 8e/10    | 15e/20   | Non qualifié              | Huitièmes de finale | Non qualifié                 | 31 324                      | N/Q                         |
| 2017          | 1    | 34               | 10               | 9                | 15               | 39               | 58               | 39               | 10e/11   | 18e/22   | Non qualifié              | Quatrième tour      | Non qualifié                 | 25 028                      | N/Q                         |
| 2018          | 1    | 34               | 8                | 4                | 22               | 43               | 74               | 28               | 11e/11   | 22e/23   | Non qualifié              | Quart de finale     | Non qualifié                 | 23 866                      | N/Q                         |
| 2019          | 1    | 34               | 9                | 10               | 15               | 44               | 52               | 37               | 11e/12   | 22e/24   | Non qualifié              | Demi-finale         | Non qualifié                 | 22 761                      | N/Q                         |
| 2020          | 1    | 23               | 11               | 8                | 4                | 40               | 25               | 41               | 4e/14    | 5e/26    | Demi-finale de conférence | Annulée             | Non qualifié                 | N/A                         | N/A                         |
| 2021          | 1    | 34               | 13               | 12               | 9                | 50               | 48               | 51               | 6e/14    | 10e/27   | Premier tour              | Non tenue           | Non qualifié                 | N/A                         | N/A                         |
| 2021          | 1    | 34               | 13               | 12               | 9                | 50               | 48               | 51               | 6e/14    | 10e/27   | Premier tour              | Non tenue           | Quart de finale (LC)         | N/A                         | N/A                         |
| 2022          | 1    | 34               | 14               | 6                | 14               | 44               | 53               | 48               | 7e/14    | 13e/28   | Premier tour              | Champion            | Non qualifié                 |                             | N/A                         |

#### Meilleurs buteurs par saison
| Saison | Meilleurs buteurs (2011-2014) | Meilleurs buteurs (2011-2014) |
| Saison | Joueurs                       | Buts                          |
| ------ | ----------------------------- | ----------------------------- |
| 2011   | Maxwell Griffin               | 9                             |
| 2012   | Dennis Chin                   | 12                            |
| 2013   | Dom Dwyer                     | 22                            |
| 2014   | Kevin Molino                  | 20                            |

| Saison | Meilleurs buteurs (2015- ) | Meilleurs buteurs (2015- ) |
| Saison | Joueurs                    | Buts                       |
| ------ | -------------------------- | -------------------------- |
| 2015   | Cyle Larin                 | 18                         |
| 2016   | Cyle Larin                 | 15                         |
| 2017   | Cyle Larin                 | 12                         |
| 2018   | Dom Dwyer                  | 13                         |
| 2019   | Nani                       | 12                         |
| 2020   | Chris Mueller              | 10                         |
| 2021   | Daryl Dike                 | 11                         |
| 2022   | Facundo Torres             | 13                         |

## Joueurs et personnalités du club

### Entraîneurs
Le tableau suivant présente la liste des entraîneurs du club depuis 2011.
| Rang | Entraîneur             | Nationalité | Début            | Fin              | Matchs | Victoires | Nuls | Défaites | % victoires | Palmarès                                                                               |
| ---- | ---------------------- | ----------- | ---------------- | ---------------- | ------ | --------- | ---- | -------- | ----------- | -------------------------------------------------------------------------------------- |
| 1    | Adrian Heath           | Angleterre  | 25 octobre 2010  | 6 juillet 2016   | 172    | 93        | 41   | 38       | 54.07%      | 3x Saison régulière de USL Pro (2011, 2012, 2014) 2x USL Pro Championship (2011, 2013) |
| 2    | Bobby Murphy (intérim) | États-Unis  | 7 juillet 2016   | 19 juillet 2016  | 4      | 0         | 3    | 1        | 0%          |                                                                                        |
| 3    | Jason Kreis            | États-Unis  | 19 juillet 2016  | 15 juin 2018     | 65     | 22        | 13   | 30       | 33.85%      |                                                                                        |
| 4    | Bobby Murphy (intérim) | États-Unis  | 16 juin 2018     | 1er juillet 2018 | 3      | 0         | 1    | 2        | 0%          |                                                                                        |
| 5    | James O'Connor         | Irlande     | 1er juillet 2018 | 7 octobre 2019   | 56     | 13        | 14   | 29       | 23.21%      |                                                                                        |
| 6    | Óscar Pareja           | Colombie    | 4 décembre 2019  | En poste         | 106    | 44        | 30   | 32       | 41.51%      | 1x Coupe des États-Unis (2022)                                                         |

### Joueurs emblématiques
- Kaká
- Alexandre Pato
- Cyle Larin
- Nani
- Facundo Torres

## Stade

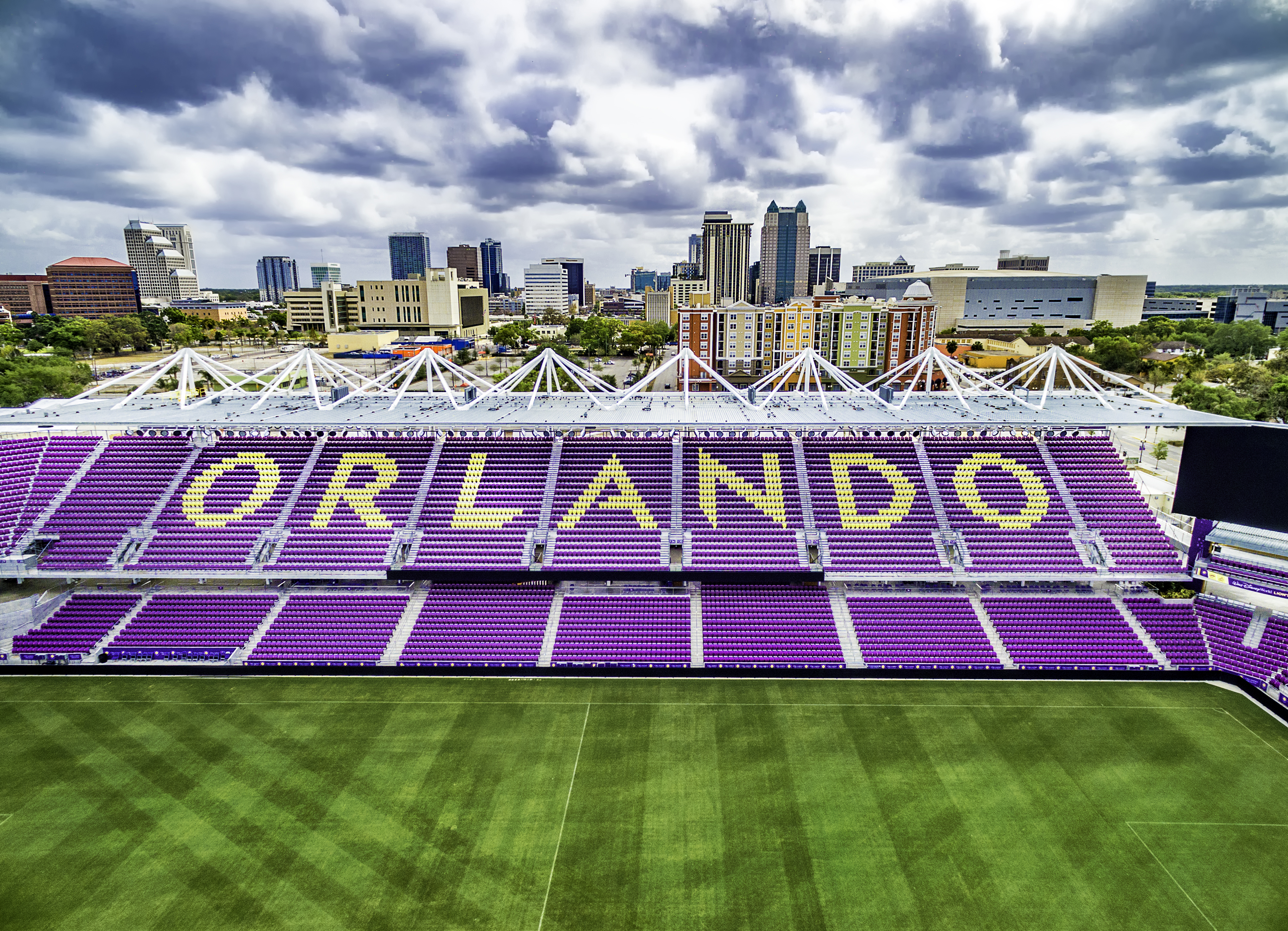
Orlando City Stadium

- 2011-2016 : Camping World Stadium à Orlando, je Floride.
- depuis 2017 : Inter&Co Stadium à Orlando, Floride.

## Orlando City B

Logo du Orlando City B.

Basé à Melbourne, Floride, le Orlando City B évolue en United Soccer League, le deuxième niveau dans la hiérarchie nord-américaine. L'équipe souvent surnommée OCB est annoncée le 30 juin 2015 comme l'équipe réserve du Orlando City .

### Histoire
La création de la franchise est officialisée le 30 juin 2015 et la nouvelle équipe doit évoluer au Titan Soccer Complex de Melbourne, dans le centre de la Floride. L'équipe est donc affiliée au Orlando City SC, l'équipe première évoluant en MLS, et le Louisville City FC, affilié au OCSC en 2015 voit son partenariat maintenu mais celui-ci évolue.
Anthony Pulis, fils de l'entraîneur de Premier League Tony Pulis, et ancien joueur du côté de Orlando de 2011 à 2014, est nommé entraîneur-chef du Orlando City B le jour même de l'officialisation de la nouvelle franchise, le 30 juin. Le 11 août 2015, Arizona United SC annonce que Rob Valentino, ancien à Orlando et partenaire de Pulis entre 2011 et 2014, prend sa retraite sportive et devient entraîneur-adjoint du Orlando City B.
Le 15 octobre 2015, le club officialise la création du Orlando City B et annonce que la nouvelle équipe évoluera au Titan Soccer Complex de Melbourne. De plus, l'OCB annonce la signature de ses trois premiers joueurs avec les arrivées des défenseurs Mikey Ambrose et Kyle Callan-McFadden et du milieu Tony Rocha. Le 17 décembre suivant, c'est Lewis Neal qui rejoint Orlando City B après que son contrat n'ait pas été renouvelé avec l'équipe première.
Le 12 janvier 2018, le Orlando City B a annoncé qu'ils seraient en hiatus pour la saison 2018.

### Bilan par saison
| Année | Niv.      | Saison régulière | Saison régulière | Saison régulière | Saison régulière | Saison régulière | Saison régulière | Saison régulière | Position  | Position  | Coupe USL    | US Open Cup  | Affl. moy. saison régulière | Affl. moy. séries éliminat. |
| Année | Niv.      | M                | V                | N                | D                | BP               | BC               | Pts              | Conf.     | Ligue     | Coupe USL    | US Open Cup  | Affl. moy. saison régulière | Affl. moy. séries éliminat. |
| ----- | --------- | ---------------- | ---------------- | ---------------- | ---------------- | ---------------- | ---------------- | ---------------- | --------- | --------- | ------------ | ------------ | --------------------------- | --------------------------- |
| 2016  | 3         | 30               | 9                | 8                | 13               | 35               | 49               | 35               | 8e        | 19e       | Premier tour | Non éligible | 958                         | N/A                         |
| 2017  | 2         | 32               | 10               | 12               | 10               | 37               | 36               | 42               | 9e        | 19e       | Non qualifié | Non éligible | 1 179                       | N/Q                         |
| 2018  | En hiatus | En hiatus        | En hiatus        | En hiatus        | En hiatus        | En hiatus        | En hiatus        | En hiatus        | En hiatus | En hiatus | En hiatus    | En hiatus    | En hiatus                   | En hiatus                   |